# Kościół św. Pawła Apostoła w Radomiu
Kościół świętego Pawła Apostoła w Radomiu – rzymskokatolicki kościół parafialny należący do parafii pod tym samym wezwaniem (dekanat Radom-Wschód diecezji radomskiej).
Jest to świątynia, zaprojektowana przez architekta Henryka Włodarczyka i konstruktora Marka Komorowskiego z Radomia, wybudowano ją w latach 1989–1996 dzięki staraniom księdza Wiesława Taraski. Kościół w stanie surowym został pobłogosławiony przez biskupa Edwarda Materskiego w dniu 24 listopada 1996 roku. W tym czasie również świątynia została oddana do użytku. Wystrój kościoła jest dziełem Macieja Kauczyńskiego z Krakowa. Świątynia została dedykowana przez Zygmunta Zimowskiego w dniu 13 maja 2007 roku. W kościele czczona jest Matka Boża Fatimska.